# Pepsiman
Pepsiman (ペプシマン) is een Japans computerspel voor de PlayStation, gebaseerd op de reclame-mascotte van Pepsi genaamd Pepsiman.

## Geschiedenis
Voor het uitkomen van Pepsiman, had de ontwikkelaar, KID, alleen nog maar volwassen spellen gemaakt voor de Sega Saturn. Hoewel Pepsiman alleen in Japan werd uitgebracht, zijn alle menu's, dialogen, en FMV's in het Engels (waarvan de laatste twee Japanse ondertiteling hebben). Er is ook een versie van het spel met Arabische nasychronisatie. Sommige levels uit het spel zijn gebaseerd op Pepsi's Pepsiman-spotjes.
Pepsiman had voor dit spel al een klein rolletje als ontgrendelbaar personage in de Japanse versie van Fighting Vipers.

## Gameplay
Pepsiman is een actiespel die bestaat uit vier levels, die elk bestaan uit kleinere onderdelen. In elk level moet Pepsiman een persoon helpen die een drankje nodig heeft, zoals een legerman in het midden van een woestijn, door ze een Pepsi-blikje te geven. De stages zijn allemaal gebaseerd op echte locaties, zoals San Francisco en Tokio. Pepsiman rent automatisch, en het doel van de speler is om obstakels te ontwijken, zoals auto's, bouwkranen, mensen, en diverse Pepsi-gerelateerde obstakels, waaronder een Pepsi-truck. De speler kan ondertussen punten verdienen door Pepsi-blikjes te verzamelen.
In sommige levels komt Pepsiman's hoofd vast te zitten in een stalen vat, waardoor de besturing omgedraaid wordt, en in sommige gebruikt hij een skateboard. Elk level heeft een aantal checkpoints; als de speler te vaak geraakt wordt door obstakels, moeten ze weer beginnen bij de laatste checkpoint. Elk level eindigt met een sectie waarin Pepsiman achtervolgt wordt door een object, zoals een gigantisch Pepsi-blikje. Tussen de levels door verschijnen er filmpjes van een Pepsi-geobsedeerde, Amerikaanse man die pizza eet en Pepsi drinkt, terwijl hij televisie kijkt.

## Ontvangst
In 2013 werd het spel besproken in een artikel van Complex genaamd 10 videospellen over een bedrijfsmerk die niet zuigen, en ze schreven over het spel: "Als het aankomt op reclame-spellen, heeft Pepsiman meer logos-per-seconde dan elk ander. In het spel speel je als Pepsiman, en ren je door levels vol obstakels terwijl je blikjes met Pepsi moet verzamelen voor punten. Het rare daaraan is dat een groot nummer van de obstakels andere Pepsi-gerelateerde dingen zijn, zoals een gigantisch Pepsi-blikje dat je achtervolgt tot Pepsi-trucks die op je in willen rammen. Het spel lijkt misschien op troep vergelegen met games van nu, maar technisch gezien is Pepsiman hetzelfde als iOS-klassieker Temple Run. Als je tegen de grote hoeveelheden reclame kan, is het geen slecht spel voor degenen met snelle reflexen."
Destructiod zei: "Zoals Katamari Damacy en God Hand die erna uitkwamen, is Pepsiman zo'n charmant spektakel dat het lastig is om er niet van te houden. Dat gezegd hebbende staat het spel absoluut niet op dezelfde hoogte qua speelbaarheid als de zojuist genoemde spellen. Pepsiman is zelfs een van de simpelste Playstation-spellen die ik ooit heb gespeeld – het zou makkelijk met een NES-controller gespeeld kunnen worden, als dat een optie was. Ik zou niet willen zeggen dat Pepsiman een geweldig spel is, maar het is wel heel amusant, vooral als je het speelt in een groep. Het hele spel is lachwekkend, en vol kleine details die makkelijk te missen zijn en het spel zo charmant maken. Ik raad het niet aan om te worstelen met de latere, erg moeilijke levels, maar het is het waard om te spelen zolang het leuk blijft. Het doet me denken aan de tijd waarin bedrijven mascottes hadden, Japanse spellen gestoord waren en graphics niet het belangrijkste waren."